# Homer D. Call
Homer D. Call (* 19. September 1843 in Truxton, New York; † April 1929) war ein US-amerikanischer Offizier und Politiker. Er war von 1914 bis 1915 Treasurer of State von New York.

## Werdegang
Die Jugendjahre von Homer D. Call waren von der Wirtschaftskrise von 1837 und dem folgenden Mexikanisch-Amerikanischen Krieg überschattet. Während des Bürgerkrieges verpflichtete er sich am 1. Oktober 1861 in Cortland (New York) als Corporal im 76. Infanterieregiment von New York. Am 13. Dezember 1862 wurde er bei der Schlacht von Fredericksburg verwundet. Im Juli 1863 wurde er zum Second Lieutenant befördert und im Februar 1864 zum First Lieutenant. Call wurde am 5. Mai 1864 während der Schlacht in der Wilderness gefangen genommen und später auf Ehrenwort entlassen. Er trat im Februar 1865 aus der Armee aus.
Nach dem Ende des Krieges ließ er sich in Syracuse (New York) nieder, wo er als Fleischschneider tätig war. Später betrieb er eine Metzgerei und ein Lebensmittelgeschäft. Call war von 1897 bis 1917 Secretary und Treasurer der Metzger und Fleischschneider in Nordamerika. Außerdem war er Vizepräsident der American Federation of Labor.
Die Progressive Party und die Independence League nominierten ihn 1912 für das Amt des Secretary of State von New York. Bei der folgenden Wahl erlitt er eine Niederlage gegenüber dem Demokraten Mitchell May. Am 15. Februar 1914 begann der Treasurer of State von New York John J. Kennedy Selbstmord. Zu jener Zeit hatten weder die Demokraten noch die Republikaner wegen der 19 Angehörigen der Progressive Party eine Mehrheit in der New York State Legislature. Im weiteren Verlauf schlugen die Angehörigen der Progressive Party den Republikaner einen Handel vor, welchen diese aber ablehnten. Sie taten sich daher mit den Demokraten zusammen. Am 25. Februar 1914 wurde Call für die restliche Amtszeit von Kennedy zum neuen Treasurer of State gewählt. Bei der Wahl entfielen 98 Stimmen auf Call und 96 Stimmen von den Republikanern auf William Archer. Es wurde vereinbart, dass alle demokratischen Beamten in der Finanzbehörde, einschließlich des stellvertretenden Treasurer of State George W. Batten, ihre Stellungen behalten. Im November 1914 kandidierte Call für die Progressive Party und Independence League für seine Wiederwahl, erlitt aber eine Niederlage gegenüber dem Republikaner James L. Wells.